# Mitologia lituana
La mitologia lituana (in lituano: Lietuvių mitologija) fu ed è la raccolta e quindi lo studio dei miti delle tribù baltiche lituane prima della conversione al cristianesimo avvenuta nel 1387. Come altri indo-europei, gli antichi lituani avevano una religione politeistica e una struttura religiosa. Dopo la cristianizzazione, la mitologia sopravvisse soprattutto nel folklore, nelle tradizioni e nei riti festivi e presenta similitudini con quella di altri popoli baltici - quali pruzzi e lettoni, tanto che, più in generale, si parla di mitologia baltica.

## Fonti e testimonianze

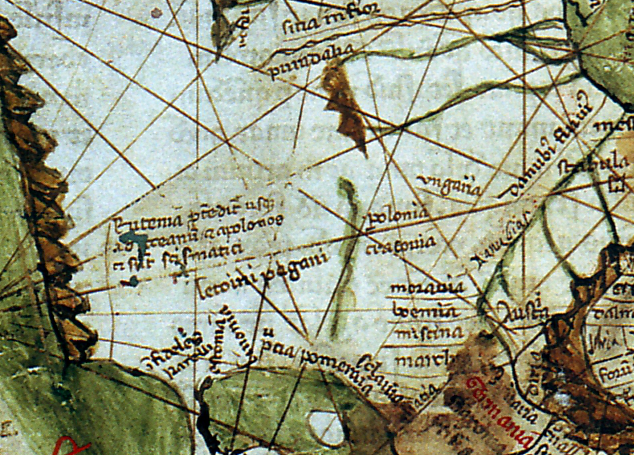
La Lituania nella Mappa mundi di Petrus Vesconte, 1321. L'iscrizione recita: Letvini pagani - Lituani pagani

L'antica religione e le usanze lituane venivano tramandate oralmente: pertanto, i primissimi documenti sulla mitologia e sulle credenze lituane furono redatti da viaggiatori, missionari cristiani, scrittori di cronache e storici. La tradizione orale lituana originale è sopravvissuta in parte nei rituali nazionali, in parte in canzoni popolari e nelle leggende festive che iniziarono a riportarsi in forma scritta nel XVIII secolo.
Le prime informazioni sulla religione baltica si rinvengono in Erodoto, che descriveva i Neuri (Νευροί) nelle sue Storie, e in Tacito, nel suo Germania, il quale riferiva dell'esistenza degli Aestii, i quali indossavano amuleti a forma di cinghiale e adoravano la Madre degli dei. Il geografo romano Pomponio Mela menzionava inoltre i Neuri. Nel IX secolo Wulfstan di Hedeby attestava le tradizioni funebri prussiane (Aestii). Nell'XI secolo Adamo di Brema affermava che i prussiani localizzati in Sambia abitavano dei boschi considerati da loro sacri. Il geografo musulmano del XII secolo Muhammad al-Idrisi nel Libro di Ruggero definiva i Balti come adoratori del Fuoco Sacro e della fiorente città di Madsun (Mdsūhn, Mrsunh, Marsūna).
Il primo mito baltico di cui si ha notizia, La storia di Sovius, venne narrata in una copia della Cronographia (Χρονογραφία) del cronista greco di Antiochia Giovanni Malalas, riscritta nell'anno 1262 in Lituania. Nella storia di Sovius si racconta dell'instaurazione dell'usanza della cremazione, divenuta poi comune tra i lituani e le altre nazioni baltiche. I nomi degli dei baltici citati nella narrazione sono: Andajus, Perkūnas, Žvorūna e il dio-fabbro Teliavelis.

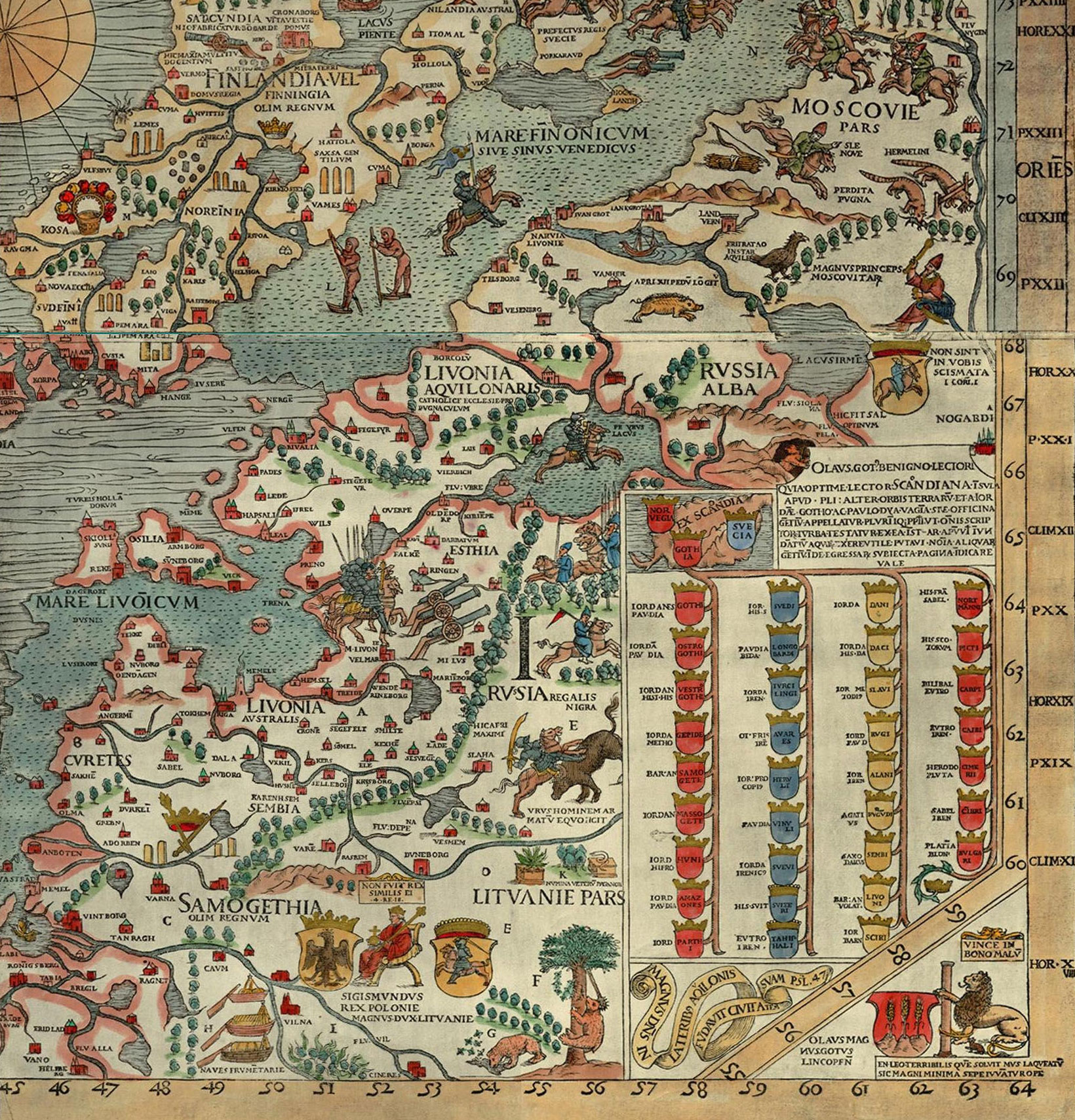
Žaltys e il Santo Fuoco sono raffigurati nella Carta marina di Olaus Magnus, sopra l'iscrizione LITVANIE PARS

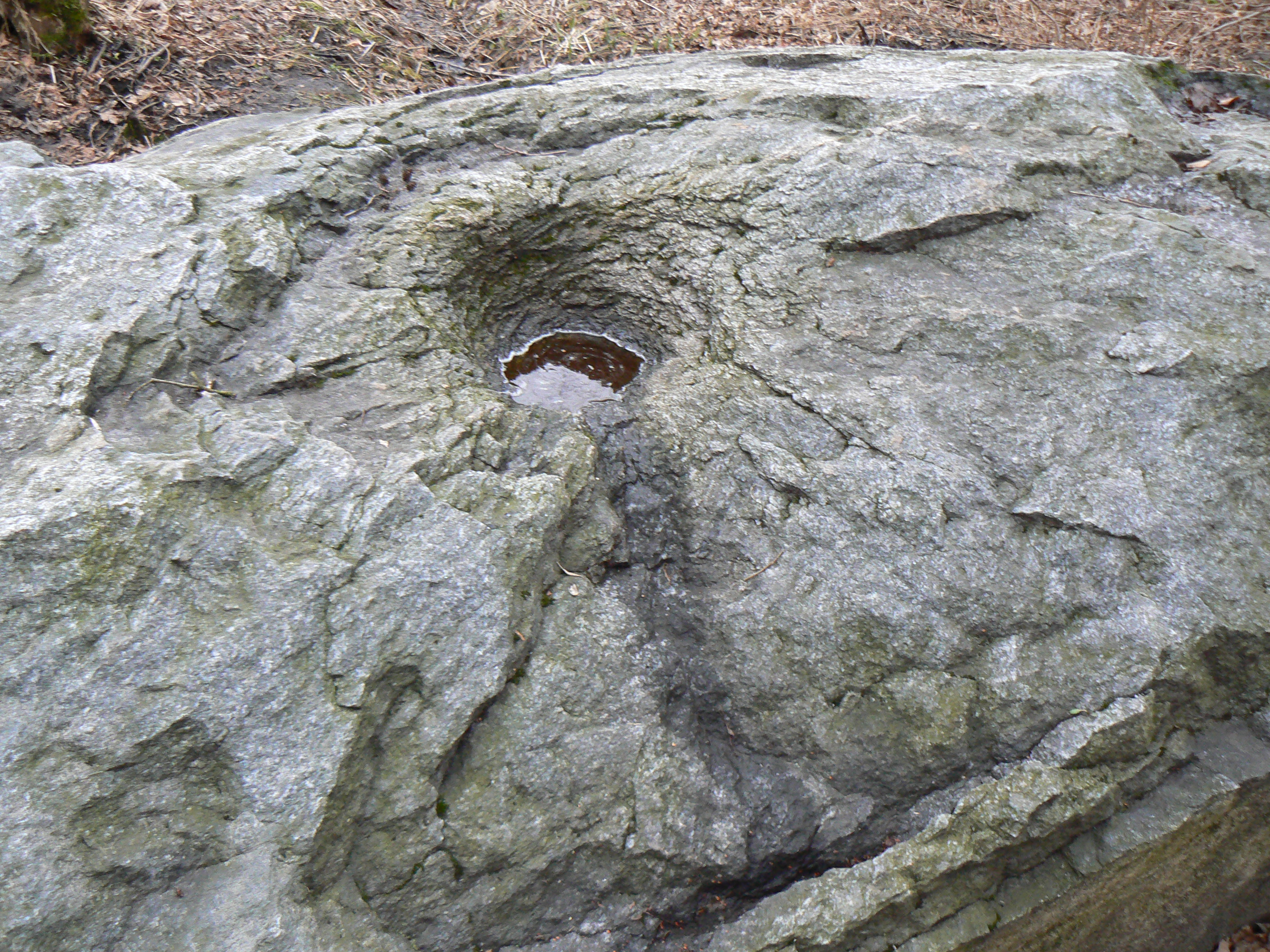
Una vecchia pietra sacrificale in Lituania

Quando iniziarono la crociata prussiana e la crociata lituana, i tedeschi trascrissero maggiori conoscenze di prima mano sulle credenze delle popolazioni locali, sebbene non manchino elementi volti a screditare le credenze dei Balti perché considerati infedeli. Una delle prime preziose fonti è il trattato di Cristburgo del 1249, stipulato tra i gruppi prussiani pagani e dai cavalieri teutonici alla presenza di un legato pontificio. In esso si fa riferimento al culto di Kurkas (Curche), il dio del raccolto e del grano, e ai sacerdoti pagani (Tulissones vel Ligaschones), responsabili dell'esecuzione di alcuni riti funerari.
Il Chronicon terrae Prussiae di Pietro di Duisburg è una delle principali fonti di informazioni sulle battaglie dell'ordine con gli antichi prussiani e lituani. Si rintracciano delle menzioni alla religione prussiana e al più importante centro religioso per le comunità baltiche Romuva, sede del Kriwe-Kriwajto, un influente sacerdote tenuto in grande considerazione da prussiani, lituani e livoni.
Le Cronache rimate della Livonia, incentrate sugli eventi accaduti tra il 1180 e il 1343, contiene testimonianze sul codice etico dei lituani e del popolo baltico.
Il Descriptiones terrarum, scritto da un autore anonimo a metà del XIII secolo è un altro testo da cui si può estrapolare qualche informazione. L'autore, ignoto, assistette all'incoronazione nel 1253 di Mindaugas, primo sovrano della Lituania unita. L'autore si esprimeva con toni rassicuranti sulla possibilità di conversione dei lituani, degli jatvingi e degli abitanti della Nalšia (una regione forse a cavallo delle odierne Lettonia e Lituania): le nutrici erano infatti già in genere cristiane. In Samogizia, invece, sarebbe stato necessario introdurre il cristianesimo con la forza.
Il Die Littauischen Wegeberichte (Descrizioni delle rotte lituane) è una raccolta di un centinaio di spedizioni nella regione occidentale del Granducato di Lituania eseguite dai cavalieri teutonici e dalle loro spie nel 1384–1402. Tra le varie descrizioni, vanno tenute in considerazione quelle delle foreste sacre e dei luoghi sacrificali (alkas). Pure il Codice Ipaziano, scritto nel 1425, menziona divinità e costumi lituani.
Simon Grunau fu l'autore del Preussische Chronik, scritte verosimilmente tra il 1517 e il 1529. L'opera costituisce la fonte più preziosa inerente alla mitologia prussiana e una delle maggiormente precise (nonostante qualche imprecisione) per chi si occupa di ricostruire la mitologia lituana. Si tratta del primo scritto che descrive il vessillo di Vaidevutis, uno dei simboli sacri per i Balti.
Il teologo francese e cardinale cattolico Pierre d'Ailly parla del Sole (Saulė) come una delle entità più importanti per i lituani, che ringiovanisce il mondo in quanto nella sua natura. Come i romani, i lituani consacravano la domenica interamente per il Sole. Sebbene lo adorassero, non eressero templi per pregarlo; un altro ambito interessante riguarda l'astronomia, basata sul calendario lunare.
Enea Silvio Bartolomeo Piccolomini, in seguito divenne papa Pio II, nel paragrafo de Europa del suo libro Historia rerum ubique gestarum, riprese Girolamo da Praga, teologo il quale attestava che i lituani adoravano il Sole e il martello di ferro, utilizzato per liberare la stella dalla torre. Riferiva inoltre che i missionari cristiani tagliarono boschi e querce in cui i lituani credevano abitassero gli dei.
Jan Łasicki redasse il De diis Samagitarum caeterorumque Sarmatarum et falsorum Christianorum (Riguardo alle divinità dei Samogiti, altri Sarmati e falsi cristiani) nel 1582 circa. Il testo, pubblicato nel 1615, sebbene contenga alcune nozioni preziose, contiene anche molte inesattezze, poiché lo scrittore non conosceva il lituano e faceva affidamento su versioni di altri scrittori. I successivi ricercatori Teodor Narbutt, Simonas Daukantas e Jonas Basanavičius hanno fatto grande affidamento agli studi in alcune delle loro opere.
Matthäus Prätorius nella sua Deliciae Prussicae o Preussische Schaubühne in due volumi scritta nel 1690, raccolse notizie riguardanti riti prussiani e lituani, considerato di grande interesse per via della ricostruzione delle tradizioni più antiche.
Il Libro Sudoviano era un'opera anonima sui costumi, la religione e la vita quotidiana dei prussiani della Sambia (Semba). Il manoscritto, realizzato in tedesco nel XVI secolo e pervenutoci solo grazie a delle copie, includeva un elenco di divinità prussiane, ordinate in maniera decrescente dal cielo alla terra e poi agli inferi e riferisce dei sacrifici di cavalli o umani compiuti dai popoli del luogo.
Le raccolte di canzoni lituane trascritte da Liudvikas Rėza, Antanas Juška e molte altre nel XIX secolo e in seguito includevano citazioni dal mondo della mitologia e dei rituali. Ad esempio, la canzone Mėnuo saulužę vedė (La Luna sposò il Sole), a detto dello stesso L. Rėza che la riportò, era ancora percepita in maniera vivida nel momento in cui egli scriveva.
Ulteriori informazioni sono reperibili nelle raccolte folcloristiche di Mečislovas Davainis-Silvestraitis (circa 700 fiabe e racconti samogitici, i cosiddetti sakmės), di Jonas Basanavičius (centinaia di canzoni, racconti, melodie e enigmi) e di altri autori.

## Tentativi di ricostruzione delle informazioni

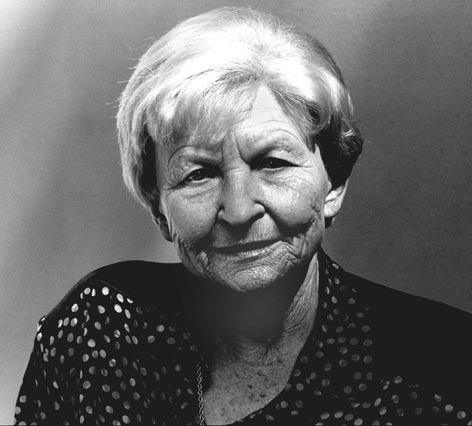
Marija Gimbutas

Le informazioni sulla mitologia baltica, in generale, risultano frammentarie. Come per la maggior parte delle antiche culture indoeuropee (ad es. Grecia e India), la principale modalità di trasmissione delle informazioni fondamentali su miti, racconti e usanze era orale.  L'abitudine di trascrivere testi, fino ad allora considerata inutile, venne introdotta in seguito alla conversione al cristianesimo. La maggior parte dei primi racconti scritti sono molto brevi e redatti da autori stranieri, di solito cristiani, che disprezzavano le tradizioni pagane. Alcuni accademici considerano una parte dei testi corrosa, talvolta in maniera voluta. Inoltre, molte fonti elencano le stesse divinità con nomi o con ortografia diversi, rendendo pertanto a volte ardua l'esegesi. Il processo di cristianizzazione della Lituania, avvenuto tra la fine del XIV secolo e l'inizio del XV secolo, fu lento, tanto che il politeismo lituano sopravvisse per altri due secoli, soprattutto in regioni particolarmente restie alla conversione come la Samogizia. Le ultime tradizioni legate della vecchia religione sopravvissero all'incirca fino all'inizio del XIX secolo. Le scorie della vecchia religione politeistica si intrecciarono con composizioni musicali, racconti e altre storie mitiche. Gradualmente le usanze e i canti tipici del periodo politeista lituano si fusero con la tradizione cristiana, tanto che all'inizio del XX secolo Michał Pius Römer notava: "La cultura del folklore lituano che ha le sue fonti nel paganesimo è in completa armonia con il cristianesimo".
Non è facile ricostruire la mitologia lituana in maniera totalmente esaustiva, poiché non si trattava di una cultura statica, ma costantemente in evoluzione e dunque tramandata in maniera differente nei diversi secoli.
Jan Dlugosz ha tentato di ricostruire i miti e la religione degli antichi lituani, considerandoli per qualche motivo vicini al mondo dell'antica Roma. Quasi tutti gli autori del Rinascimento - J. Dlugosz, M. Stryjkowski, J. Lasicki, M. Prätorius e altri - si basavano non solo su scrittori e cronisti precedenti, ma anche su fatti e testimonianze del loro tempo. Poiché gli studiosi del tempo conoscevano bene la cultura del mondo antico, la loro interpretazione della religione lituana era influenzata dalle culture romana o greca.
Molti studiosi preferirono operare le proprie ricostruzioni della mitologia lituana basandosi anche su dati storici, archeologici ed etnografici. Il primo ad agire secondo questo schema fu lo storico polacco-lituano Teodor Narbutt all'inizio del XIX secolo.
L'interesse per la mitologia baltica e lituana crebbe nei secoli di pari passo con l'interesse per il legame così intenso tra la lingua lituana e quella degli avi indoeuropei, poiché le nazioni baltiche, conservatrici e favorite dalla posizione geografica, preservarono un idioma e tradizioni culturali molto arcaiche.
Il linguista italiano Vittore Pisani, nelle sue ricerche sulle lingue baltiche, approfondì la mitologia lituana: a seguirlo più tardi furono più di recente Marija Gimbutas e Algirdas Julien Greimas. Secondo G. Beresenevičius sarebbe impossibile ricostruire la mitologia lituana nella sua interezza, poiché sopravvivono solo frammenti. Marija Gimbutas ha provato ad applicare il suo metodo agli studi, l'archeomitologia, dove i reperti archeologici vengono interpretati tenendo in considerazione le informazioni note sul mondo mitologico.
Gli accademici più moderni che hanno esplorato la mitologia lituana nella seconda metà del XX secolo sono stati Norbertas Vėlius e Gintaras Beresnevičius.

## Pantheon degli dei lituani

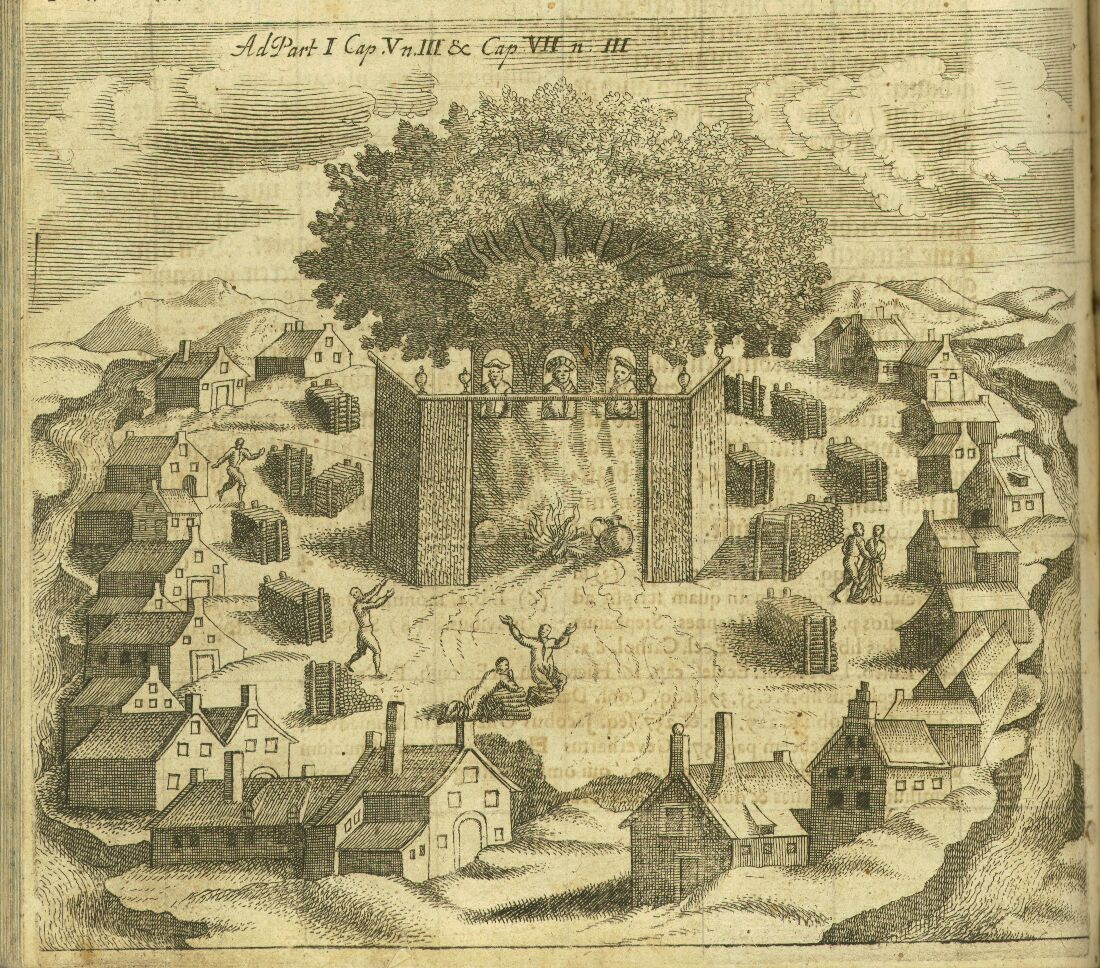
Ritratto immaginario del santuario di Romuva in Prussia nel Christoph Hartknoch Alt-und neues Preussen (Vecchia e Nuova Prussia), 1684

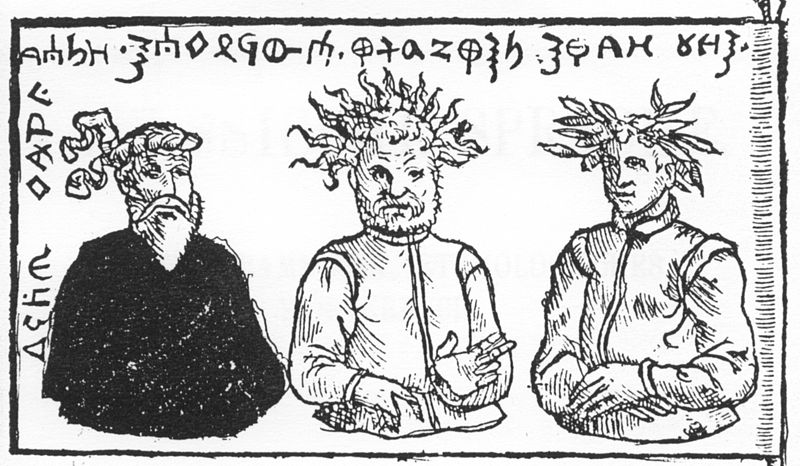
Il presunto vessillo di Vaidevutis

Il pantheon degli dei lituani si consolidò nel corso di migliaia di anni, fondendo le tradizioni pre-indoeuropee (è il caso di Žemyna, la dea della Terra) e indoeuropee (come Perkūnas, il dio-tuono). La gerarchia degli dei variava anche a seconda dei ceti sociali dell'antica società lituana.
- Dievas, chiamato anche Dievas senelis (il vecchio dio), Dangaus Dievas (il dio del cielo): il dio supremo e Demiurgo. La denominazione discende dal proto-indo-europeo * deiwos, "celeste" o "splendente", dalla stessa radice di * Dyēus, il dio principale ricostruito del pantheon proto-indo-europeo. Si può paragonarlo all'antico Zeus greco (Ζευς o Δίας), al latino Giove,[16] al dio dei Luvi Tiwat e al tedesco Tivaz. Oggi in lituano il termine è utilizzato per indicare il Dio cristiano.
- Andajus (Andajas, Andojas): viene descritto nelle cronache come il dio più potente e più importante gerarchicamente dei lituani. Questi ultimi gridavano il suo nome per caricarsi in battaglia: proprio alla luce di queste considerazioni, alcuni tendono a credere che si trattasse di un epiteto del dio supremo Dievas.
- Perkūnas: dio del tuono, anche chiamato Dundulis, Bruzgulis, Dievaitis, Grumutis ecc. La sua figura è strettamente affiliata a molte divinità indoeuropee simili: il Parjanya della religione vedica, il Taranis celtico e il Thor norreno. Il dio del tuono finnico Mordvin/Erza di nome Pur'ginepaz ha nel folklore qualche somiglianza con il lituano Perkūnas.[17] Tale divinità assiste ed esegue la volontà di Dievas: viene anche associato all'albero di quercia.
- Dievo sūneliai (i "figli di Dievas"): Ašvieniai, i due gemelli che spingono il carro di Saulė (il Sole) attraverso il cielo.[18][19] La storia, di origine indoeuropea, presenta un collegamento con quella dei Dioscuri greci Castore e Polluce. I vedici Ashvin e i lituani Ašvieniai presentano affinità linguistiche legate alla parola proto-indo-europea che indica il cavallo, * h₁éḱwos. Si pensi anche al sanscrito áśva e all'avestico aspā (dal proto indo-iranico * aćua), e all'antico lituano ašva, tutti accomunati dal significato di "cavalla".[20][21]
- Velnias (Velas, Velinas) - dio ctonio dell'oltretomba, legato al culto dei morti. La radice della parola è la stessa del lituano: vėlė - anima del defunto. Dopo l'introduzione del cristianesimo fu equiparato al male e Velnias divenne un termine lituano con cui si indicava Lucifero. In alcuni racconti, Velnias (il diavolo) viene indicato come il primo a possedere il fuoco. Dio mandò una rondine, con cui riuscì a rubare il fuoco.[22]
- Žemyna (Žemė, Žemelė) (dal lituano: žemė - terra) è la dea della terra. Estremamente lampante è la somiglianza con la trace Zemele (madre terra) e la Semele greca (Σεμέλη).[23] Di solito, è considerata una dea madre e una delle principali divinità lituane, impersonificando altresì la fertilità della terra e la custode della vita sulla terra, dell'uomo, delle piante e degli animali. Pare che la dea fosse sposata con Perkūnas (dio del tuono) o Praamžius (manifestazione del principale dio celeste Dievas). Evidente l'affinità della coppia con quella indo-europea di madre-terra e cielo-padre. Si credeva che in ogni primavera la terra avesse bisogno di essere impregnata da Perkūnas con piogge e tuoni dal cielo. In questo modo si creava il giusto legame con atrakina, la Terra. Era proibito arare o seminare in anticipo rispetto al primo tuono poiché la terra sarebbe stata sterile.[24]
- Žvėrinė (Žvorūna, Žvorūnė): la dea della caccia e degli animali della foresta. Talvolta è indicata come Medeina.
- Žemėpatis (dal lituano: žemė - terra e da pàts - chi decide autonomamente, sovrano): dio della terra, del raccolto, della proprietà e delle fattorie. Ancora nel 1547, Martynas Mažvydas esortava nella sua opera di catechismo ad abbandonare il culto di Žemėpatis.
- Žvaigždikis (Žvaigždystis, Žvaigždukas, Švaistikas): il dio delle stelle, della luce, che forniva luce alle colture, all'erba e agli animali. Era conosciuto come Svaikstikas (Suaxtix, Swayxtix, Schwayxtix o Schwaytestix) dagli jatvingi.
- Gabija (anche Gabieta o Gabeta): lo spirito o la dea del fuoco. È la protettrice del focolare domestico (šeimos židinys) e della famiglia. Il suo nome deriva dalla parola lituana gaubti, che significa "per coprire", "per proteggere"). Non era permesso calpestare la legna, poiché era considerato un alimento per la dea del fuoco. Anche oggi sopravvive un tradizione dei matrimoni in Lituania per accendere un nuovo simbolico camino familiare dai genitori degli sposi novelli.
- Laima (dal lituano: lemti - destino): la dea del fato.
- Bangpūtys (dal lituano: banga - onda e pūsti - soffiare): dio del mare, del vento, delle onde e della tempesta. Fu venerato da pescatori e marinai.
- Teliavelis/Kalevelis: dio-fabbro. Menzionato per la prima volta in una copia del 1262 della Chronographia (Χρονογραφία) di Giovanni Malalas come Teliavel, il linguista lituano Kazimieras Būga ha ricostruito la forma precedente Kalvelis (dal lituano: Kalvis - fabbro in maniera più breve).[25] Teliavelis/Kalevelis liberò il Saulė (Sole) dall'oscurità usando il suo martello di ferro. Nelle fiabe lituane traecritte molto più tardi, c'è un'opposizione molto frequente tra Kalvis (Forgiatore) e Velnias (Diavolo).

## Le età della mitologia e della religione lituana
La mitologia lituana precristiana è conosciuta principalmente attraverso brani attestati registrati da cronisti e canzoni popolari; l'esistenza di alcuni elementi mitologici, noti da fonti successive, è stata confermata da reperti archeologici. Il sistema di credenze politeiste si riflette nelle storie lituane, quali Jūratė e Kastytis, Eglė, la regina dei serpenti e il racconto di Sovijus.
Una fase successiva della mitologia lituana è individuabile dal XV secolo alla metà del XVII secolo. Le leggende di questo periodo sono per lo più eroiche, caratterizzate da un substrato di realtà, riguardanti la fondazione dello stato della Lituania. È per questo che forse due dei racconti più conosciuti dell'epoca riguardano il sogno del granduca Gedimino (si veda lupo di ferro) e della fondazione di Vilnius, capitale della Lituania e della valle di Šventaragis, anch'essa riguardante l'odierna capitale del Paese baltico. Già nel XVI secolo esisteva un pantheon non unificato; i dati provenienti da fonti diverse non corrispondevano l'uno all'altro e gli spiriti locali, in particolare quelli in campo economico, si fondevano con divinità più generali in uno schema piramidale.
Il terzo periodo iniziò con la crescente influenza del cristianesimo e dell'attività dei Gesuiti, all'incirca dalla fine del XVI secolo. Il precedente approccio conflittuale all'eredità lituana precristiana tra la gente comune fu abbandonato e furono fatti tentativi di sfruttare le credenze popolari nelle attività missionarie, comportando l'inserimento di elementi cristiani nelle vicende mitiche.

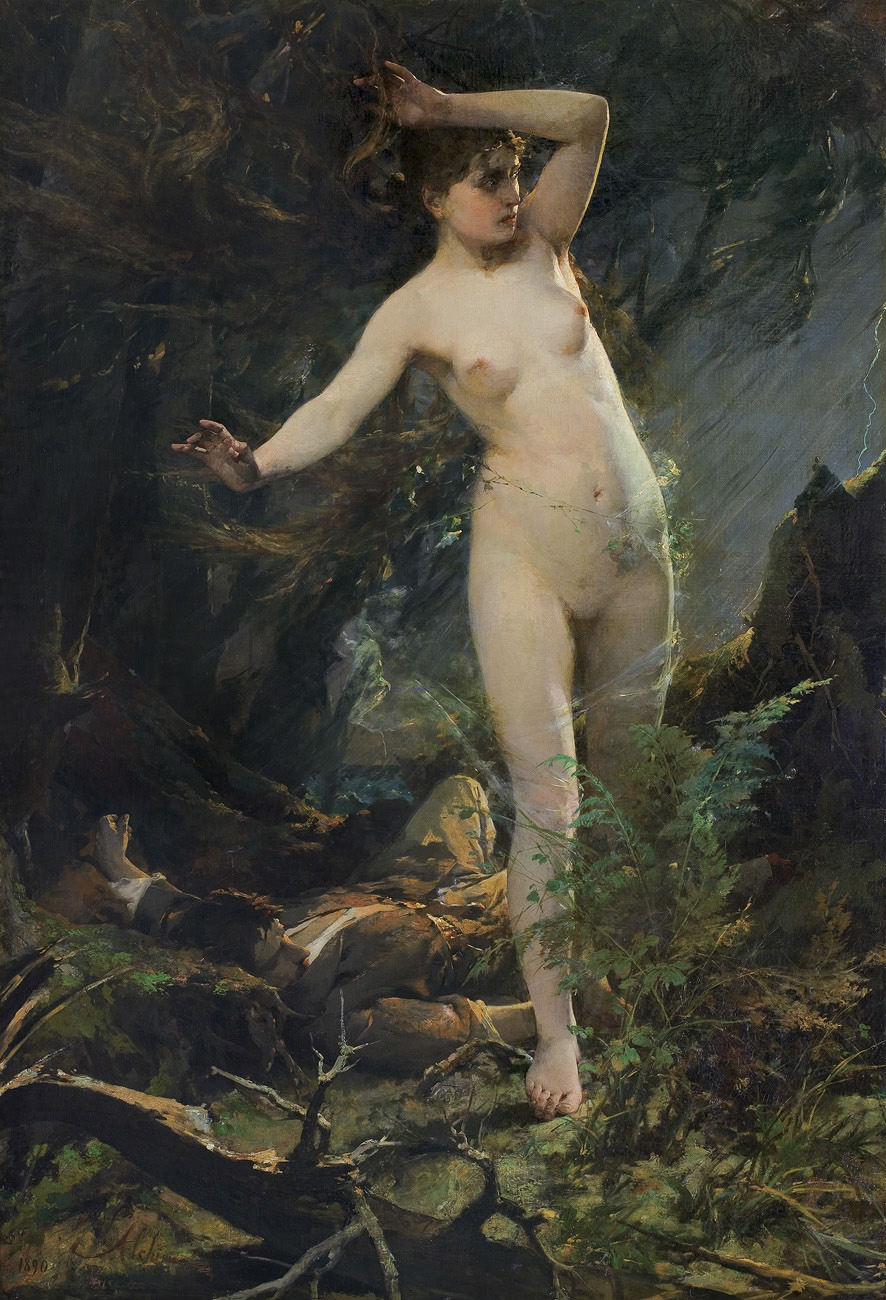
Milda, la dea dell'amore nella mitologia lituana in una tela di Kazimierz Alchimowicz del 1890

L'ultima fase della mitologia lituana è individuabile nel XIX secolo, quando fu riconosciuta l'importanza del vecchio patrimonio culturale non solo dall'intellighenzia, ma anche dalle fasce più umili. I racconti del tempo si riflettono su quelli di età precedenti, considerati non come veri, bensì, adoperando una terminologia moderna, come patrimonio culturale del passato.

## Elementi e natura nella mitologia lituana

### Elementi, corpi celesti e fenomeni naturali

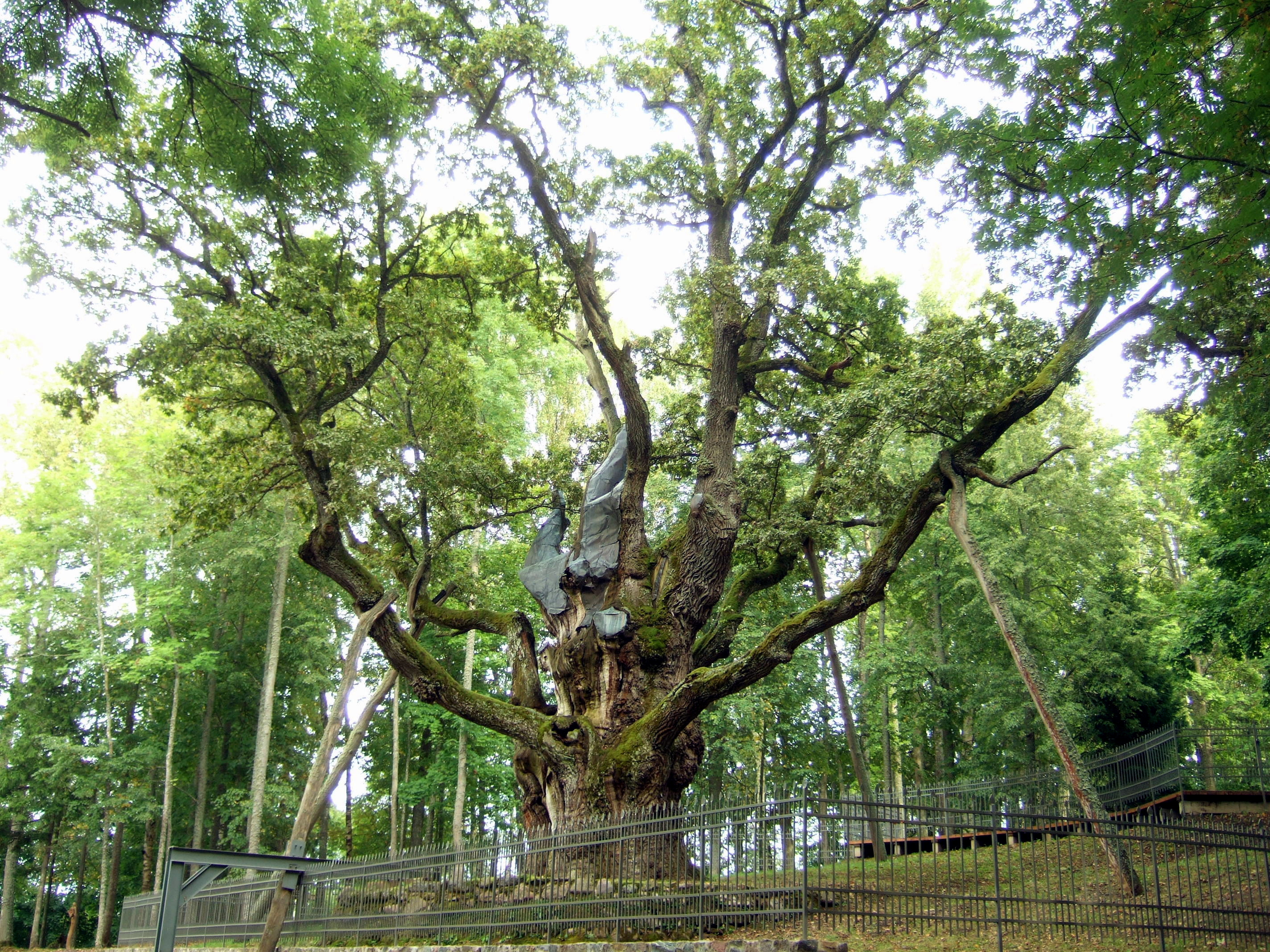
L'adorazione delle querce era legata al culto del dio del tuono lituano Perkūnas

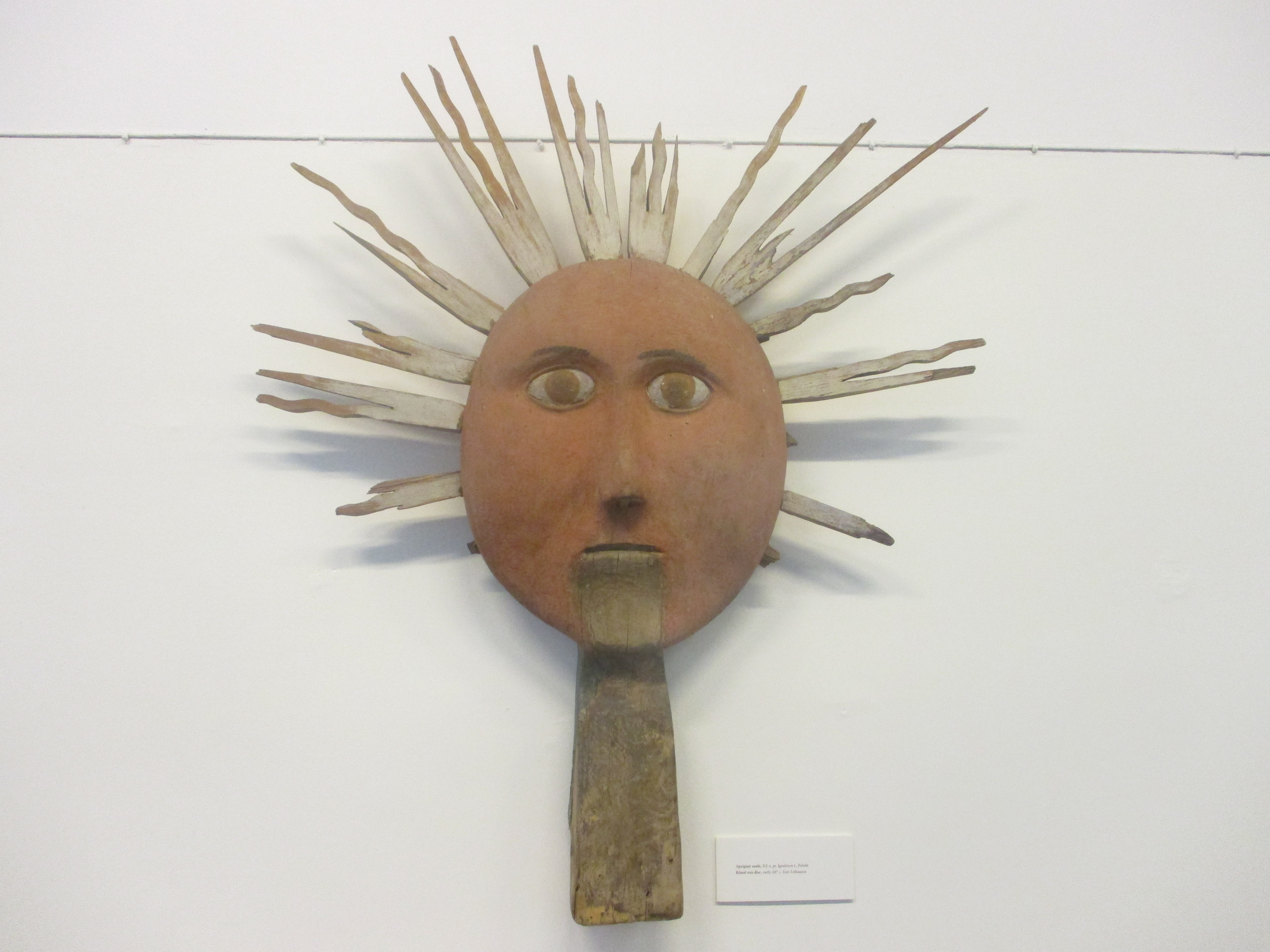
Idolo di Saulė utilizzato nelle traduzioni contadine all'inizio del XX secolo presso Palūšė, distretto di Ignalina

Storie, canti e leggende descrivono leggi della natura e processi quali il cambiamento delle stagioni dell'anno, il legame tra di essi e con gli esseri umani. La natura è spesso descritta paragonandola a una famiglia umana; una delle trame più frequenti, presente in molte canzoni e racconti, vede il sole come una madre, la luna come un padre e le stelle come sorelle degli esseri umani. La mitologia lituana è ricca di divinità più o meno potenti legate all'acqua, al cielo e alla terra. Si veneravano boschi sacri, in particolare i luoghi particolarmente belli e iconici: esistevano degli alka, degli altari sacri, dove effettuare sacrifici agli dei.

### Fuoco

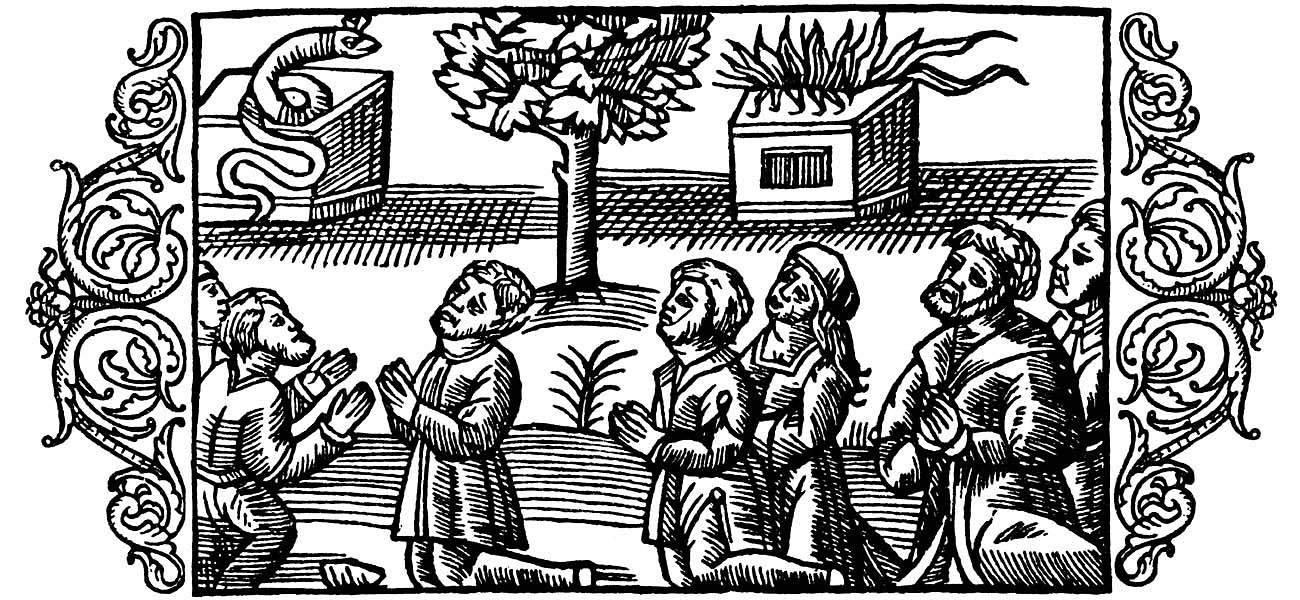
I lituani adorano una biscia e un fuoco sacro. Miniatura tratta dalla Historia de gentibus septentrionalibus di Olao Magno (Storia dei popoli del Nord), libro 3, 1555

Il fuoco viene spesso nominato dai cronisti quando si descrivevano rituali lituani. Tra le varie citazioni, il sovrano lituano Algirdas è indicato nella seguente maniera: "adoratore del fuoco re di Lituania" (τῷ πυρσολάτρῃ ῥηγὶ τῶν Λιτβῶν, trasl. tò piursolàtre reghì tòn Litvòn) nei documenti del patriarca Nilo di Costantinopoli.

### Acqua
L'acqua era considerata un elemento primario: le leggende inerenti alla creazione del mondo, di solito affermano che "all'inizio non c'era altro che acqua". Le sorgenti erano considerate sante e i fiumi, assai numerosi in Lituania, era percepito come un ponte di separazione tra la vita e la morte. Se l'insediamento veniva collocato sul fiume, i defunti venivano seppelliti sulla sponda opposta. I corsi d'acqua erano dunque molto rispettati ed era tradizione mantenere pulita, poiché legata alla santità, qualsiasi fonte: sorgenti, pozzi, fiumi e laghi.

### Boschi sacri
I boschi sacri erano considerati sacri perché dimora delle divinità. Girolamo da Praga, un missionario attivo verso la fine del 1300 in Lituania, supervisionò il disboscamento dei luoghi verdi sacri e la profanazione dei sacri luoghi pagani lituani. Una donna lituana giunse al cospetto di Vitoldo il Grande lamentandosi che tali operazioni stavano distruggendo Dievas, il dio supremo che veniva pregato perché facesse piovere o mantenesse il tempo sereno. Quando i boschi sacri venivano distrutti, affermare sempre la donna, si perdeva possibilità di cercare Dievas poiché veniva privato della sua casa. Girolamo da Praga fu infine allontanato dalla Lituania.

### Corpi celesti
Corpi celesti: i pianeti erano percepiti come una famiglia. Mėnulis (la Luna) sposò Saulė (il Sole) e i due ebbero sette figlie: Aušrinė (Stella del mattino - Venere), Vakarinė (Stella della sera - Venere), Indraja (Giove), Vaivora o Pažarinis in alcune versioni (Mercurio), Žiezdrė (Marte), Sėlija (Saturno), Žemė (Terra). Tre figlie vivevano con la madre Saulė, altre tre viaggiavano.
Grįžulo Ratai (anche Grigo Ratai, Perkūno Ratai, Vežimas) (Orsa Maggiore) veniva immaginata come una carrozza per il Sole che viaggiava attraverso il cielo, mentre l'Orsa Minore funge da carrozza per la figlia del Sole.
I segni zodiacali erano conosciuti come liberatori del Saulė (Sole) dalla torre in cui era chiuso da un potente re: la leggenda è narrata da Girolamo da Praga nel XIV-XV secolo.

## Racconti della mitologia lituana
Tra le storie pervenuteci:
- Il racconto di Sovius;[3]
- Il mito del dio fabbro Teliavelis che libera il Sole;
- I miti cosmogonici dei corpi celesti Aušrinė, Saulė e Mėnulis, Grįžulo Ratai;
- Il cervo a nove corna (Elnias devyniaragis), il quale porta in cielo la sfera celeste;
- Eglė la regina dei serpenti;
- Jūratė e Kastytis;
- La storia della sacerdotessa (vaidilutė) Birutė e del granduca Kęstutis;
- Lupo di ferro - la leggenda sulla fondazione di Vilnius.
- Polemonidi - la leggenda sulla prima dinastia di regnanti lituani.

## Lascito
La mitologia lituana funge da costante ispirazione per gli artisti baltici. Molte rappresentazioni basate su Eglė, la regina dei serpenti, sono state fatte in poesia e arte visiva. Nella moderna musica lituana i rituali politeistici e i sutartinės (canti folkloristici unici nel loro genere cantati da tre voci dichiarati parte del patrimonio immateriale dell'umanità dall'UNESCO dal 2010) hanno influenzato Bronius Kutavičius (1932). I vecchi nomi lituani, legati alla natura e alla mitologia sono spesso dati ai nuovi nati e la sopravvivenza di tali termini, come dei racconti è, lo si ribadisce, in parte dovuta alla leggera trasformazione di tradizioni pagane in quelle cristiane. Le querce sono ancora considerate alberi speciali e le bisce non sono avvertite come animali negativi.

## Galleria d'immagini

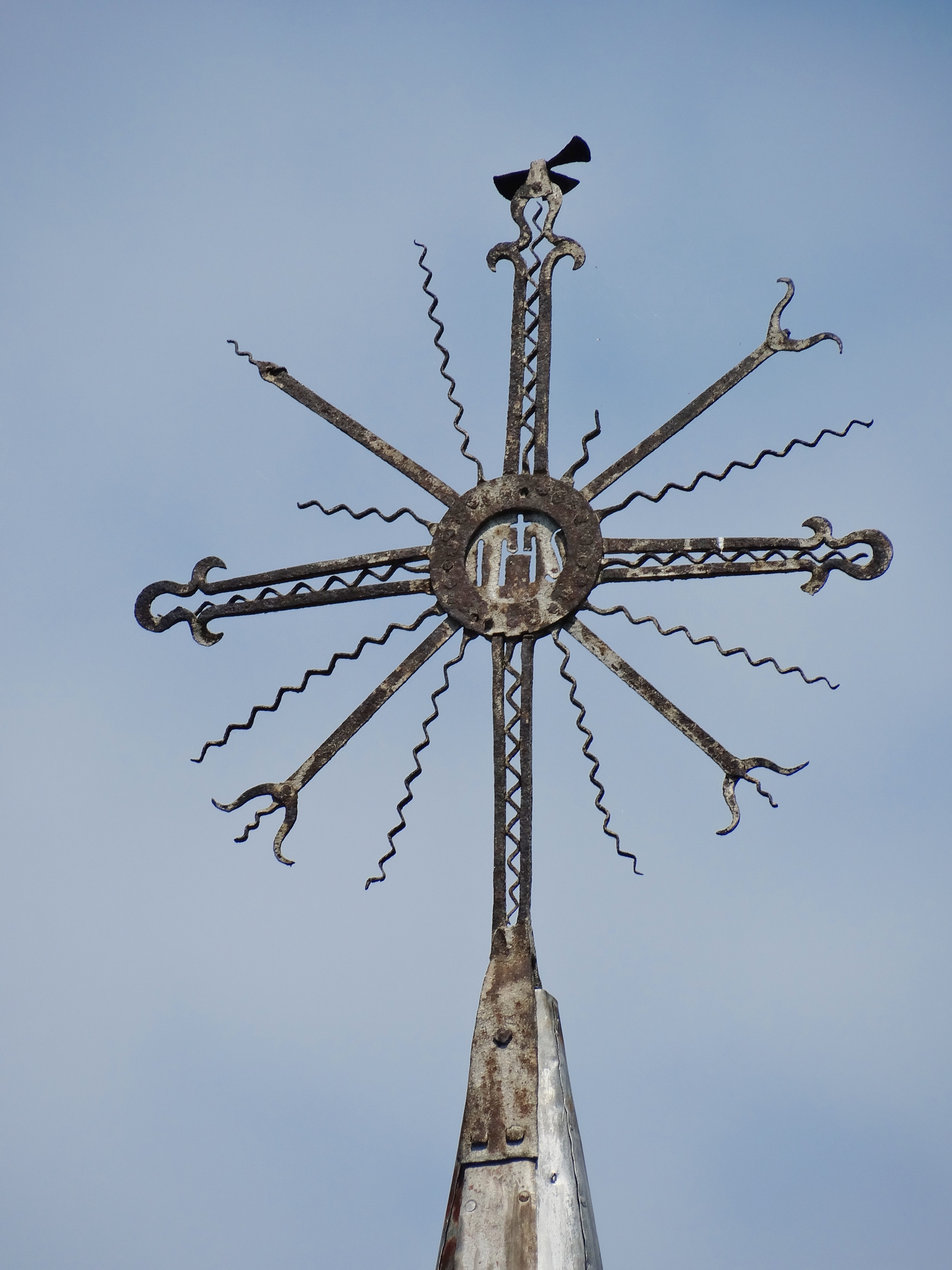
Croce lituana in stile saulutė (piccolo sole) contenente antichi motivi precristiani
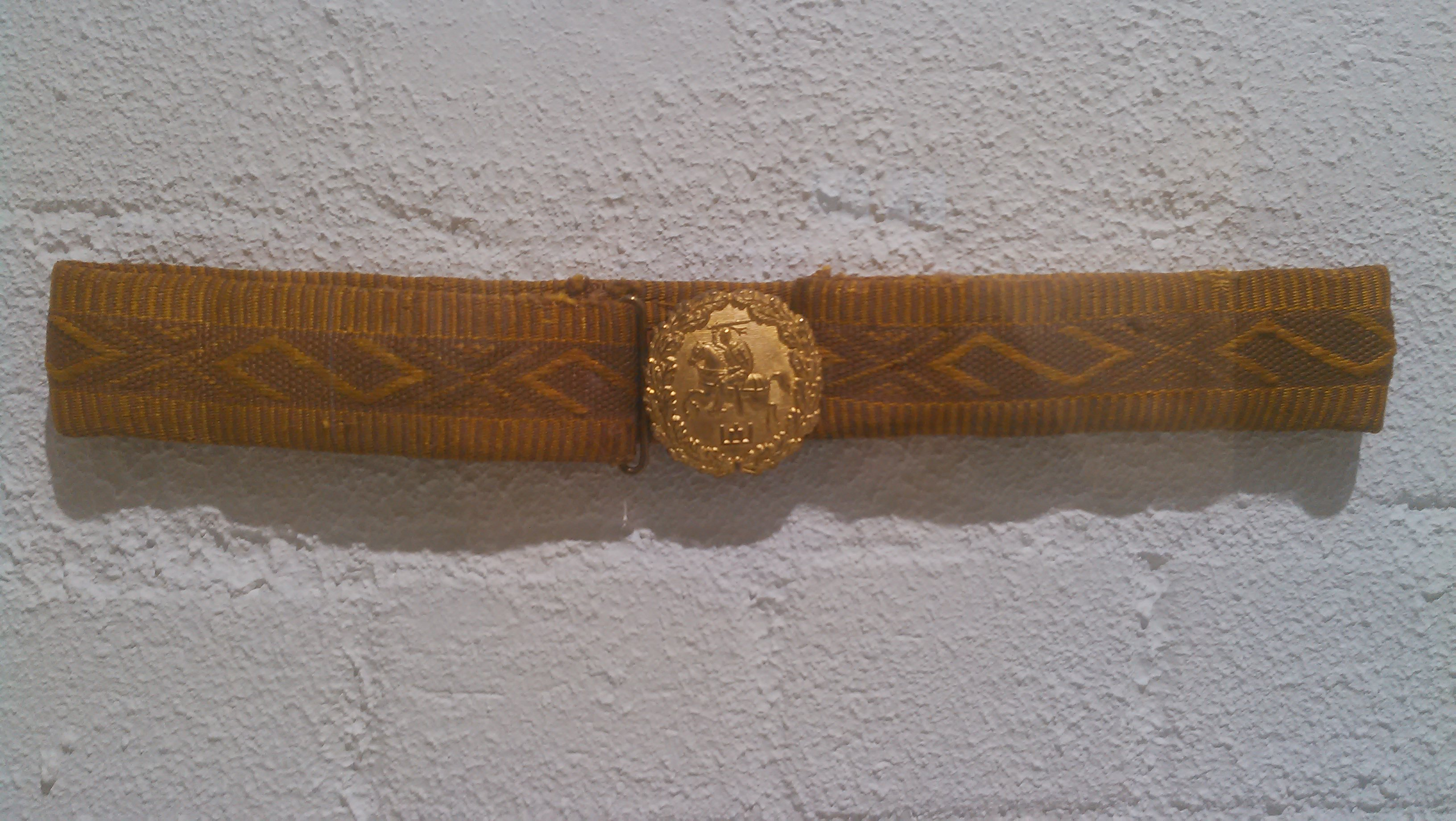
Sigillo di un ufficiale dell'esercito lituano, decorato con ornamenti che richiamano lo spirito Žaltys
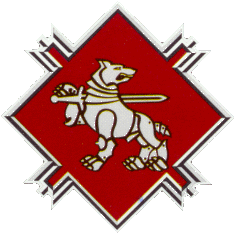
Il lupo di ferro utilizzato come simbolo dell'esercito lituano (più esattamente dalla Brigata di fanteria meccanizzata Lupo di ferro)
Scultura di Eglė, regina dei serpenti a Palanga
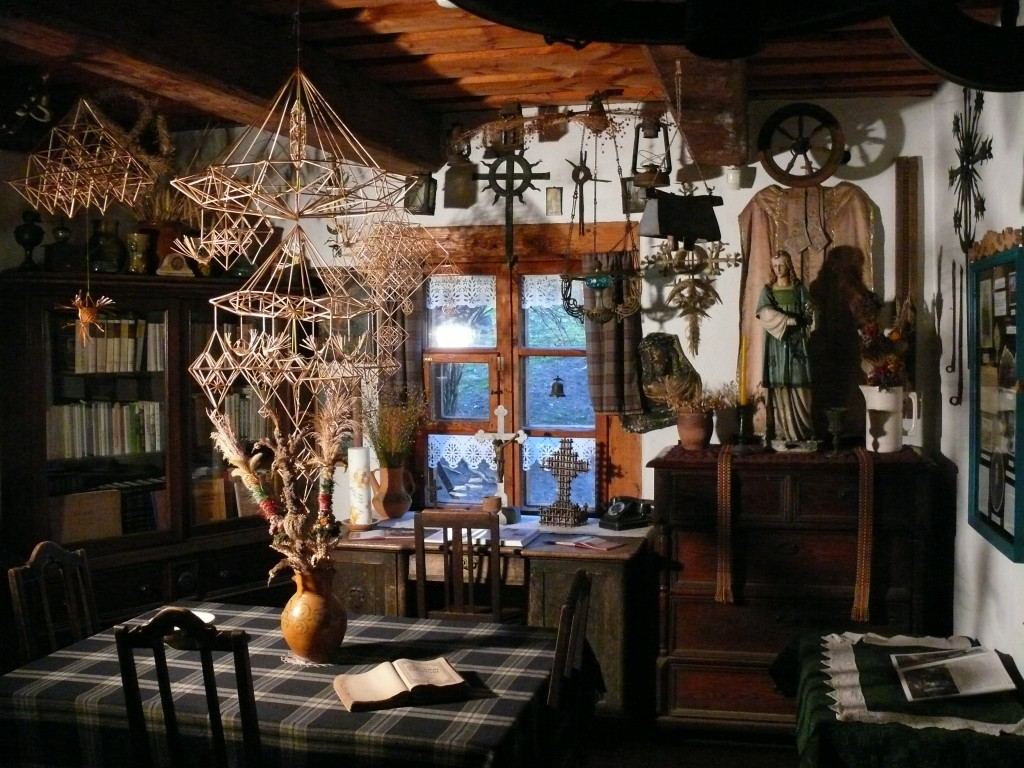
Sodas (giardino) - rappresentazione simbolica del mondo e dell'armonia